# Marcial Di Fonzo Bo
Marcial Di Fonzo Bo (Buenos Aires, 19 dicembre 1968) è un attore argentino naturalizzato francese.
Vive a Parigi dal 1987.
Nel 1997 ha iniziato la sua carriera di attore ed è noto principalmente per aver interpretato il pittore Pablo Picasso nel film Midnight in Paris di Woody Allen.

## Filmografia parziale
- L'homme que j'aime, regia di Stéphane Giusti (1997)
- Travaux - Lavori in casa (Travaux, on sait quand ça commence...), regia di Brigitte Roüan (2005)
- Non ma fille, tu n'iras pas danser, regia di Christophe Honoré (2009)
- Midnight in Paris, regia di Woody Allen (2011)
- Polisse, regia di Maïwenn (2011)